# Sammlung Arbeitsrechtlicher Entscheidungen (Deutschland)
Die Sammlung Arbeitsrechtlicher Entscheidungen ist eine juristische Fachzeitschrift, in der aktuelle Urteile und Beschlüsse zum Thema Arbeitsrecht besprochen werden.
Dies sind insbesondere die für die Praxis relevanten Entscheidungen des Bundesarbeitsgerichts, des Bundesverfassungsgerichts und des Europäischen Gerichtshofs.
Die Sammlung Arbeitsrechtlicher Entscheidungen erschien zunächst achtmal jährlich, seit 2012 erscheint sie viermal jährlich. Die Fachzeitschrift wird von der Bundesvereinigung der deutschen Arbeitgeberverbände im Eigenverlag herausgegeben und existiert bereits seit dem Jahr 1928.
Veröffentlicht werden neben den Urteilsanmerkungen auch Aufsätze, Termin- sowie Literaturhinweise.